# Lucy Simon
Lucy Elizabeth Simon (Manhattan (New York), 5 mei 1940 – Piermont (New York), 20 oktober 2022) was een Amerikaanse zangeres, songwriter en componist voor het theater en van populaire liedjes. Ze heeft opgenomen en opgetreden als zangeres en songwriter en stond bekend om de musicals The Secret Garden en Doctor Zhivago.

## Biografie
Simon werd geboren in New York als dochter van de mede-oprichter van de boekenuitgever Simon & Schuster, Inc., Richard L. Simon en Andrea (Heinemann) Simon, een voormalig telefoniste, burgerrechtenactiviste en zangeres. Haar vader kwam uit een Duits-joodse familie, terwijl haar grootvader van moederskant Friedrich van Duitse afkomst was. Lucy's grootmoeder van moederskant, bekend als 'Chibie', was een katholiek uit Cuba en was van pardo afkomst, een afstammeling van vrijgelaten slaven (de show Finding Your Roots testte het DNA van Carly Simon als 10% Afrikaans en 2% inheems). Haar grootmoeder werd naar Engeland gestuurd en tot haar zestiende door nonnen grootgebracht.
Ze is de oudere zus van muzikante Carly Simon. Naast haar jongere zus Carly heeft ze een oudere zus, operazangeres Joanna, en een jongere broer, fotograaf Peter. Simon groeide op in Fieldston, een deel van Riverdale in The Bronx. Ze bezocht de Fieldston School (en studeerde af in 1958) en het Bennington College.
Simon begon haar professionele carrière op 16-jarige leeftijd met het zingen van folkmelodieën met zus Carly als The Simon Sisters en later folkrock. Simons setting van Wynken, Blynken and Nod is opgenomen door veel verschillende artiesten, waaronder The Doobie Brothers, Mitzie Collins en The Big Three (Cass Elliot, Tim Rose en James Hendricks). Halverwege de jaren 1970, na een aantal jaren weg te zijn geweest van de opname, bracht Lucy twee albums uit bij RCA Records met voornamelijk originele composities, samen met een paar samenwerkingen en covers. Haar titelloze debuutalbum was meer folkrock georiënteerd, terwijl haar tweede album Stolen Time een eigentijds popgeluid had. Carly Simon en James Taylor zorgden voor achtergrondzang op de helft van de nummers van Stolen Time.
Simon maakte haar Broadway-debuut als componist van The Secret Garden, waarvoor ze in 1991 werd genomineerd voor een Tony Award voor «Best Original Score» en een Drama Desk Award voor Outstanding Music in 1991. Ze schreef ook liedjes voor de Off-Broadway-show A ... My Name Is Alice.
Ze componeerde de muziek voor een muzikale versie van de Russische roman Doctor Zhivago, met tekstschrijvers Michael Korie en Amy Powers en boekenschrijver Michael Weller. De musical ging in mei 2006 in wereldpremière in het La Jolla Playhouse, San Diego (Californië). Een nieuwe versie van Doctor Zhivago liep in 2011 in Sydney, Australië, Melbourne en Brisbane onder de titel Doctor Zhivago - A New Musical, met Anthony Warlow in de titelrol en Lucy Maunder als Lara, de geheime muze van de gevoelige dokter. De musical werd geproduceerd door John Frost onder regie van Des McAnuff. Anthony Warlow speelde in de Australische productie van The Secret Garden en op dat moment zei Simon over hem: There is my Zhivago. De musical ging in première op Broadway op 27 maart 2015 (previews), met een officiële opening op 21 april 2015 in het Broadway Theatre, maar was niet succesvol en sloot af na 26 previews en 23 reguliere uitvoeringen.
Simon droeg ook bij aan de Off-Broadway-musical Mama and Her Boys.
Ze won in 1981 samen met haar man David Levine een Grammy Award in de categorie «Best Recording for Children» voor In Harmony/A Sesame Street Record en in 1983 opnieuw in dezelfde categorie voor In Harmony 2.

## Privéleven en overlijden
Lucy Simon was getrouwd met de psychoanalyticus David Levine en kreeg twee kinderen. Ze overleed op 82-jarige leeftijd aan de gevolgen van borstkanker.

## Discografie

### Albums [The Simon Sisters]
- 1964: Meet The Simon Sisters
- 1964: Cuddlebug
- 1969: The Simon Sisters Sing The Lobster Quadrille And Other Songs For Children
- 1973: Lucy & Carly - The Simon Sisters Sing For Children, [heruitgave van het album Lobster Quadrille]
- 2006: Winkin', Blinkin' and Nod: The Kapp Recordings, [heruitgave van hun eerste twee albums van 1964]
- 2008: Carly & Lucy Simon Sing Songs For Children

### Albums [solo]
- 1975: Lucy Simon (RCA)
- 1977: Stolen Time (RCA)

### Singles
- 1975: Meet Lucy Simon (RCA) [Promotionele 45" single]
- 1975: Sally Go 'Round the Sun (RCA)
- 1977: If You Ever Believed (RCA)

### Andere optredens
- 1980: I Have a Song door Lucy Simon - In Harmony: A Sesame Street Record
- 1981: Maryanne door Lucy & Carly Simon - In Harmony 2